# Haeundae LCT The Sharp
Haeundae LCT The Sharp es un complejo de tres rascacielos ubicado cerca de la playa Haeundae en la ciudad de Busan, Corea del Sur. Está formado por el LCT Landmark Tower, de 411,6 metros y 101 pisos; y dos edificios residenciales de 85 pisos cada uno. El edificio principal es el rascacielos más alto de Busan y el segundo más alto de Corea del Sur, solo superado por el Lotte World Tower de Seúl.
Su construcción se inició en 2015 y fue completado en 2019. El grupo surcoreano Samoo Architects & Engineers y el estadounidense Skidmore, Owings & Merrill han sido los diseñadores del proyecto.